# Stiftallmey
Das Stiftallmey ist ein Stadtteil der kreisfreien Stadt Kempten (Allgäu). Es befindet sich im Westen der Stadt in der Nähe zum Stadtweiher.

## Geschichte
Das Allmey wurde 1380 während eines Vergleichs bezüglich des Weiderechtes zwischen dem Kloster Kempten (Stift Kempten) und der Reichsstadt Kempten erwähnt. 1451 wird ein stiftkemptisches Lehen erwähnt. 1494 machte die Stadt einen Vergleich wegen der Anlage des Stadtweihers auf dem Allmey mit den um Weideflächen geschädigten stiftkemptischen Untertanen. Eine Besiedlung ist ab 1526 belegbar. 1749 wurde die Allmey zwischen dem Fürststift Kempten und der Reichsstadt geteilt, hierdurch entstand das Stift- und Stadtallmey. Oftmals wurde seit dieser Zeit mit Allmey nur das Stiftallmey gemeint und nicht das städtische Weideland.
Das Stiftallmey (früher auch nur Allmey bzw. Allmay) gehörte zur Hauptmannschaft Hofammannschaft, deren Gebiet 1818 bei der Gemeindebildung zur Ruralgemeinde Sankt Lorenz kam.
Am 1. Oktober 1934 wurde das Stiftallmey als Weiler mit vier Einwohnern aus der Ruralgemeinde Sankt Lorenz ausgegliedert und zusammen mit weiteren Ortschaften der Stadt Kempten angeschlossen. Spätestens ab den späten 1960ern fand eine rege Bauaktivität statt. Gebaut wurden vor allem Einfamilienhäusern mit niedriger Baudichte. Im Mai 1987 lebten in diesem Stadtteil 1809 Einwohner in 659 Wohneinheiten.